# Castiglione del Bosco
Castiglion del Bosco è una tenuta che si trova nel comune di Montalcino in provincia di Siena, Italia, all'interno della riserva naturale della Val d'Orcia, patrimonio mondiale dell'UNESCO. Castiglion del Bosco produce Brunello di Montalcino ed è una tenuta storica in quanto fu tra i soci fondatori del Consorzio del Brunello di Montalcino.

## Geografia
Castiglion del Bosco si estende su 2.000 ettari, ricoperti per la maggior parte da fitti boschi e da una riserva faunistica di caccia. Una parte della tenuta è adibita a colture biologiche, tra cui 62 ettari di vigneti di Sangiovese.

## Produzione
La tenuta di Castiglion del Bosco è uno dei principali produttori di Brunello di Montalcino della regione. I vigneti della tenuta si estendono su 62 ettari e sono coltivati a Sangiovese. I principali vini prodotti sono il Brunello di Montalcino DOCG, tra cui anche il cru  "Campo del Drago" Brunello di Montalcino DOCG, il "Millecento" Brunello di Montalcino Riserva e il Rosso di Montalcino DOC.

## Monumenti

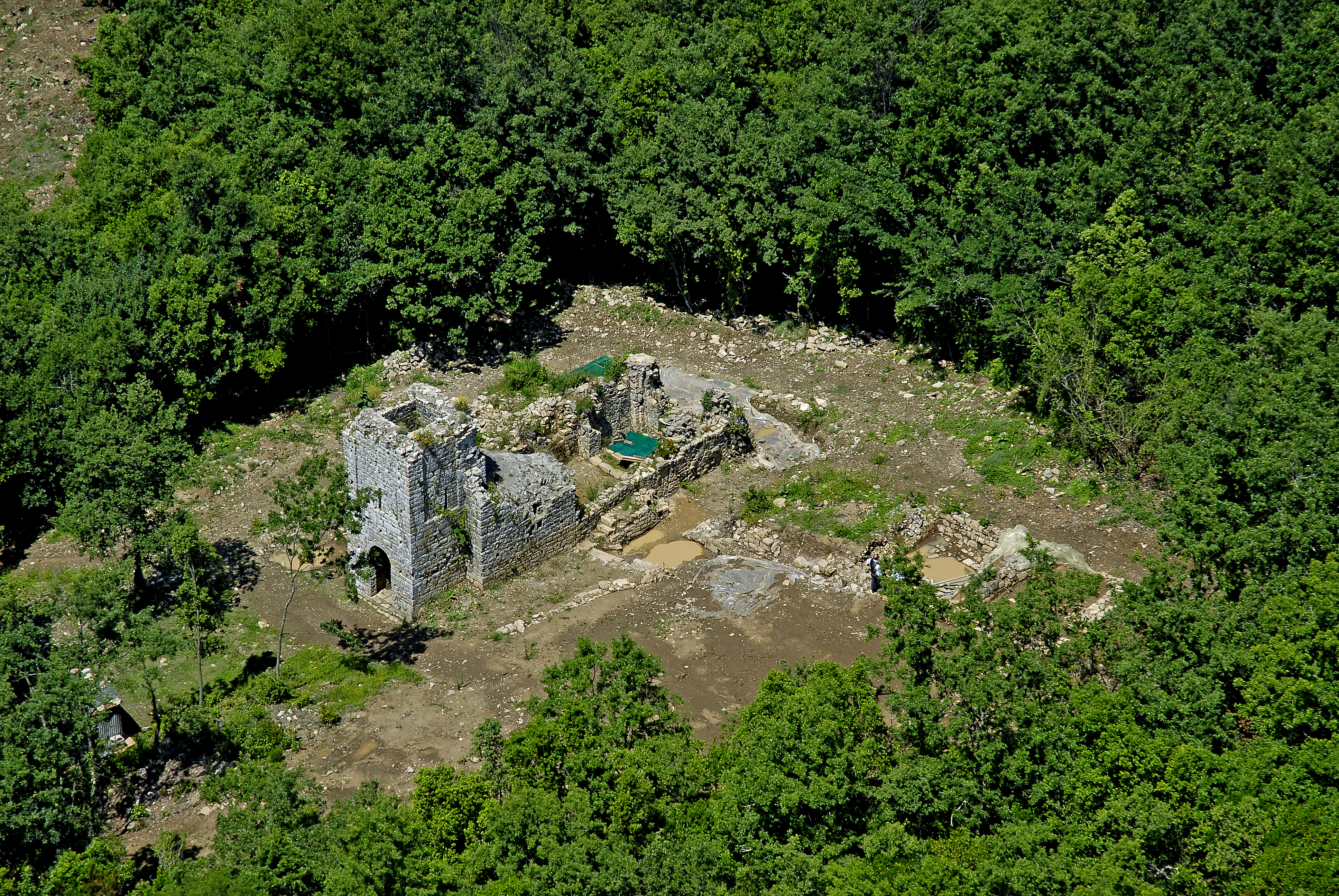
Rovine della Pieve di San Michele, a Castiglion del Bosco

### Chiesa di San Michele
La Chiesa di San Michele si trova nel borgo di Castiglion del Bosco. Ospita l'affresco originale di Pietro Lorenzetti, Annunciazione dei Santi risalente al 1345. Pietro e suo fratello Ambrogio appartenevano alla scuola senese che fiorì durante il basso medioevo e prefigurava l'arte del Rinascimento.

### Castello Medievale
All'interno del Borgo storico della tenuta si trovano le rovine dell'antico castello, che risale al 1100 d.C. Restano visibili parte della torre e delle sue mura, erette dai Cacciaconti di Trequanda all'inizio del XIII secolo.

## Storia
La storia di Castiglion del Bosco risale agli albori del secondo millennio. Gli scavi archeologici della tenuta di Castiglion del Bosco hanno rivelato che fu abitato fin dal 600 aC. Nel 1966 un gruppo di archeologi ha segnalato la presenza di un villaggio longobardo (VI-VIII secolo d.C.) e di un insediamento romano di età augustea (tombe I secolo a.C. – I secolo d.C.). Risalgono invece al periodo etrusco diversi reperti rinvenuti un po' in tutta l’area di Castiglion del Bosco a seguito di alcuni scavi avvenuti in momenti diversi, che riportarono alla luce un'urna cineraria, un'olla, una ciotola di argilla, numerosi materiali fittili e una statua bronzea di un guerriero etrusco.
Il castello di Castiglion del Bosco è stato costruito in classico stile medievale. L'esistenza del castello viene rinvenuta per la prima volta in un documento fiscale dei primi del 1200 come "Castellione Iuxta Umbronem".
Nel 1318 dC Castiglion del Bosco fu rilevata dalla famiglia Gallerani, ricchi mercanti che ricoprivano cariche pubbliche a Siena. È stato affermato che Cecilia Gallerani fosse il soggetto del dipinto di Leonardo da Vinci "La dama con l'ermellino" e una musa ispiratrice della "Gioconda".
Castiglion del Bosco porta anche l'impronta di altre famiglie senesi, una delle quali portò qui le doti artistiche di Pietro Lorenzetti, il cui affresco Annunciazione ai Santi (1345 d.C.) adorna ancora la minuscola chiesa di San Michele, situata nel borgo centrale della Tenuta.
Nel 1967 viene fondato il Consorzio del Brunello di Montalcino di cui Castiglion del Bosco è uno dei soci fondatori. L'organizzazione nasce come associazione volontaria di produttori che regolano e controllano la qualità della produzione del Brunello di Montalcino. Nel 1966 il Brunello di Montalcino è diventato uno dei primi vini italiani a conseguire il titolo di DOC (Denominazione di Origine Controllata) e nel 1980 ha ottenuto la DOCG (Denominazione di Origine Controllata e Garantita).
A partire dal 2003, Castiglion del Bosco è stato ristrutturato sotto la guida dei nuovi proprietari, Massimo e Chiara Ferragamo. Massimo Ferragamo è Presidente di Ferragamo USA e il figlio più giovane di Wanda e Salvatore Ferragamo. Nel marzo 2022 la tenuta inizia un nuovo capitolo della sua storia con il suo trasferimento ad un family office internazionale.